# Pierre-David-Augustin Chapelle
Pour les articles homonymes, voir Chapelle (homonymie).
Pierre-David-Augustin Chapelle, né le 17 août 1750 à Rouen, et mort le 26 octobre 1822 à Paris, est un musicien et compositeur français.

## Biographie
Après avoir fait ses débuts comme violoniste au Concert Spirituel en 1780, Chapelle dirigea pendant plusieurs années l’orchestre de la Comédie-Italienne, et fit représenter sur ce même théâtre dix opéras de sa composition.
Il dirigea pendant plusieurs années l’orchestre de la Comédie-Italienne. Outre ces petits opéras, qui eurent tous du succès, Chapelle a encore composé des cantates, des duos et des concertos pour violon. Il termina sa carrière au théâtre du Vaudeville comme arrangeur de vaudevilles et violoniste.

## Œuvres
- La Rose, théâtre des Beaujolais, 1785 ;
- L’Heureux Dépit, ou Les enfantillages de l’amour, comédie lyrique, théâtre des Beaujolais, 16 nov. 1785 (1786) ;
- Le Bailli bienfaisant, ou Le triomphe de la nature, vaudeville, théâtre des Beaujolais, 15 mai 1786 ;
- Le Double Mariage, opéra bouffon, Théâtre des Beaujolais, 11 nov. 1786 ;
- Les Deux Jardiniers, théâtre des Beaujolais, 1787 ;
- La Vieillesse d’Annette et Lubin, théâtre des Italiens, 1er aout 1789, (1790) ;
- La Famille réunie, théâtre des Italiens, 6 déc. 1790 (1792) ;
- La Huche, ou le médecin dupé, théâtre de la Cité, 9 fév. 1793 ;
- La Ruse villageoise, théâtre Louvois, 2 juil. 1793 ;
- Le Mannequin, théâtre Louvois, 6 juil. 1793 ;
- La Nouvelle Zélandaise, théâtre de l’Ambigu-Comique, 1793 ;
- Goanna et Jennuy, théâtre de l’Ambigu-Comique, mai 1795.

## Sources
- Édouard Frère, Manuel du bibliographe normand, Rouen, A. Le Brument, 1858-1860, p. 217.
- Pierre Larousse, Grand Dictionnaire universel du XIXe siècle, t. 3, Paris, 1866, p. 961.